# Джон Ньяванга
Джон Ньяванга (англ. John Nyawanga]) — кенійський футболіст, який грав на позиції нападника. Відомий за виступами в кенійських клубах «Абалухія Юнайтед» і «Кенія Брюверіз», а також у складі національної збірної Кенії.

## Футбольна кар'єра
Джон Ньяванга з 1967 до 1969 року грав у складі команди «Абалухія Юнайтед» з Найробі, у складі якої двічі ставав володарем кубка країни. У 1970 році Ньяванга перейшов до клубу «Кенія Брюверіз», у складі якого грав до 1980 року. У складі «Кенія Брюверіз» футболіст тричі ставав чемпіоном Кенії та ще раз став володарем кубка країни.
З 1965 до 1976 року Джон Ньяванга грав у складі національної збірної Кенії. У складі збірної він був учасником Кубку африканських націй 1972 року, що стало дебютом кенійської збірної на континентальній першості. Після завершення виступів на футбольних полях Ньяванга працював у магазині спорттоварів у Найробі.